# Jonathan Paredes Bernal
Jonathan Paredes Bernal (14 de agosto de 1989) es un clavadista mexicano que ganó la medalla de bronce en el Campeonato Mundial de Natación Barcelona 2013 y medalla de plata en Kazán 2015.